# SiN
SiN è un videogioco del genere sparatutto in prima persona sviluppato da Ritual Entertainment e pubblicato da Activision nel 1998 per PC.
Distribuito dalla stessa Activision per Windows, Linux e Mac OS, ne venne pubblicata un'espansione, intitolata SiN: Wages of Sin nel 1999. Nel 2000 è stato prodotto un cartone animato intitolato Sin: The Movie, solo vagamente ispirato alla trama originale.
Il sequel del gioco, SiN Episodes pubblicato nel 2006, doveva essere una saga composta da nove episodi, di cui ne è stato distribuito soltanto il primo, Emergence.

## Trama
Nel 2037 le forze di polizia non esistono più e sono state sostituite da una serie di compagnie di sicurezza private; una di queste, la SiNtek, è anche conosciuta per gli studi e gli esperimenti di biotecnologia. John Blade, protagonista del gioco e membro di una compagnia di vigilanza concorrente - la Hardcorps - dovrà indagare e scoprire chi ha creato la droga U4 che sta devastando la popolazione della città di Freeport, e trovare le connessioni fra la SiNtek e i possibili avvistamenti di mutanti nella città.

## Modalità di gioco
Alcune caratteristiche innovative per l'epoca dell'uscita del gioco erano la grande interattività con l'ambiente, come ad esempio interagire con dei computer per azionare dispositivi (tipo l'apertura di porte), la possibilità di guidare alcuni veicoli e la non-linearità di alcuni livelli, che possono essere completati in maniera differente aumentando la rigiocabilità del titolo.

## Sviluppo
Lo sviluppo, iniziato nel novembre 1997, ha richiesto un periodo di circa 20 mesi, ed è costato circa 2 milioni di dollari. Il team di sviluppo ha iniziato a programmare il gioco con il motore grafico di Quake, per poi passare a quello di Quake 2: questo ha richiesto una parziale riscrittura di codice e di elementi già realizzati.
In occasione della distribuzione di SiN Episodes su Steam, è stato reso possibile acquistare l'originale Sin sulla piattaforma di distribuzione digitale di Valve Corporation. Questa versione, oltre ad avere diversi bug corretti e problemi di visualizzazione risolti, è stata modificata o censurata in parecchie texture con riferimenti sessuali e a marchi registrati.
Nel settembre 2020 è stato annunciato Sin: Reloaded, versione rimasterizzata del gioco la cui uscita era originariamente prevista nel 2021.